# 普萊森特格羅夫鎮區 (明尼蘇達州奧姆斯特德縣)
普萊森特格羅夫鎮區（英語：Pleasant Grove Township）是位於美國明尼蘇達州奧姆斯特德縣的一個行政鎮區。

## 地方資料
普萊森特格羅夫鎮區的面積為92.76平方千米，皆為陸地。根據2020年美國人口普查的數據，當地共有人口751人，而人口密度為每平方千米8.1人。